# Eisenbahnunfall von Tsuchiura
Der Eisenbahnunfall von Tsuchiura　(jap. 常磐線土浦駅列車衝突事故, Jōban-sen Tsuchiura-eki ressha shōtotsu jiko), in den drei Züge verwickelt waren, ereignete sich am 29. Oktober 1943 gegen 18:50 Uhr im Bahnhof von Tsuchiura (土浦駅), Präfektur Ibaraki, Japan, auf der Jōban-Linie. Mindestens 57 Menschen starben.

## Ausgangslage
Die Jōban-Linie ist eine zweigleisige Bahnstrecke und eine Hauptbahn. Bedingt durch den Zweiten Weltkrieg waren die Signalanlagen unzureichend gewartet und funktionierten – wie sich nachträglich herausstellte – nur noch fehlerhaft: Die Abhängigkeit zwischen Signalen und Weichen war nicht mehr gegeben. Auch war unerfahrenes Personal im Einsatz und die Kommunikationsausrüstung unzureichend.
Im Bahnhof von Tsuchiura rangierte ein Güterzug. Ein zweiter Güterzug war von Norden her in der Anfahrt auf den Bahnhof Tsuchiura, den er ohne Halt durchfahren sollte. Aus südlicher Richtung kam ein Personenzug auf den Bahnhof zu.

## Unfallhergang
Durch die fehlende Abhängigkeit zwischen Signal und Weiche geriet der rangierende Zug mit einer Dampflokomotive voran auf das durchgehende Hauptgleis der Strecke. Dieses war für den zweiten Güterzug bereits zur Durchfahrt freigegeben. Die führende Dampflokomotive des in Durchfahrt durch den Bahnhof begriffenen Zuges fuhr so an der Spitze des rangierenden Zuges in dessen Flanke. Dabei stürzten beide Dampflokomotiven ebenso wie einige folgende Güterwagen aus dem Gleis und auch auf das Gleis der Gegenrichtung. Wenige Sekunden später fuhr dort der Personenzug in die Trümmer der Unfallstelle und entgleiste ebenfalls. Dabei stürzte auch dessen Lokomotive um und vier Wagen von einer Brücke in den Fluss Sakura (桜川). Hier starben die meisten Menschen. Die Kessel der drei am Unfall beteiligten Dampflokomotiven explodierten.

## Folgen
Mindestens 57 Menschen starben, 77 weitere wurden verletzt.